# Догадин, Павел Михайлович

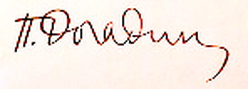
Подпись П. М. Догадина.

Павел Михайлович Догадин (1876—1919) — российский купец и коллекционер, основатель Астраханской картинной галереи.

## Биография
Родился в 1876 году в семье астраханских купцов.
Купеческий род Догадиных в Астрахани ведёт свою историю с конца XVIII века. Купец 2-й гильдии, член Городской гласной Думы, Михаил Павлович Догадин — отец Павла Михайловича Догадина — стоял во главе Торгового дома «М. П. Догадин и сыновья». В 1908 году, после смерти отца и матери, ведение дел по торговле скобяными товарами взял на себя именно Павел Михайлович. До этого он получил хорошее образование и инженерную специальность.
В начале 1910-х годов его увлекла идея создать в родном городе картинную галерею. Для этих целей он послал в Москву денежный задаток, чтобы известный коллекционер А. Г. Голиков приобрёл ему несколько картин. В 1912 году Голиков купил ему три первые картины: этюд к «Цветущему лугу» И. И. Левитана, «Валаам» И. И. Шишкина и «Волга. Облака» И. Л. Калмыкова.
За пять лет (1912—1917) Догадин собрал в своём собственном доме внушительную коллекцию: более ста живописных и графических произведений, около девяноста автографов писателей, поэтов, музыкантов, исторических деятелей.
Мысли о передаче своей коллекции в собственность города стали посещать П. М. Догадина в 1916 году. События октября 1917 года заставили его принять окончательное решение — Догадин отписал городу коллекции вместе с особняком и библиотекой.
Умер в декабре 1919 года от тифа. Похоронили его в фамильном склепе рядом с родителями в Покрово-Болдинском монастыре.
Все свои средства Догадин вложил в создание художественного музея, потому похороны были совершены на казённый счёт. Из протокола заседания Президиума Совета Союзов 25 января 1920 года:

«Председатель — Трофимов,
Секретарь — Эйферт.
Слушали: ходатайство Совета картинной галереи от 17 января сего года о покрытии расходов, связанных с погребением П. М. Догадина.
Постановили: принять на счёт культотдела расход в сумме 4000 рублей на покупку гроба, перевоз тела и вскрытие склепа».

## Память
В рамках реализации издательских проектов к 450-летию основания Астрахани вышла в свет книга «Коллекция Павла Догадина» Татьяны Слободских из серии «Астраханская губернская библиотека».

## Музей
Поскольку музейный фонд после смерти Догадина увеличился в три раза, его дом стал тесен. 12 августа 1921 года в распоряжение галереи был передан красивый трёхэтажный особняк купца Плотникова на Большой Демидовской (ныне улица Свердлова), куда коллекция переехала 12 августа и находится здесь по сей день. Дом Догадина был забыт, его потеснили новостройки, расположенные рядом.
В 1958 году постановлением Совета Министров РСФСР музею (картинной галерее) было присвоено имя Б. М. Кустодиева.
В 2008 году галерея была переименована в Астраханскую государственную картинную галерею имени П. М. Догадина.